# Cantorchilus griseus
El cucarachero gris o ratona gris (Cantorchilus griseus) es una especie de ave paseriforme de la familia Troglodytidae que vive en América del Sur.

## Distribución y hábitat
Se encuentra en las selvas del oeste del estado de Amazonas en Brasil y zonas fronterizas de Perú.

## Descripción
Se parece al chochín criollo pero sus partes superiores son de color gris.